# Gauß-Elling-Verfahren
Das Gauß-Elling-Verfahren ist ein tabellarisches Verfahren zur Flächenberechnung von Polygonen nach Koordinaten. Es wurde nach Carl Friedrich Gauß benannt. 

## Methode
Die x und y Werte aller Punkte des zu berechnenden Polygons werden in einer Tabelle untereinander geschrieben. Dann wird die Gaußsche Trapezformel für jede Zeile angewandt, unter Einbeziehung der Zeile davor (für die erste Zeile wird hier die letzte Zeile verwendet). 
Jede Zeile berechnet eine positive oder negative Trapezfläche. Die Summe all dieser Trapezflächen ergibt die Gesamtfläche des Polygons.

Beispiel für eine Berechnung nach dem Gauß-Elling-Verfahren